# Zhou Wenjing

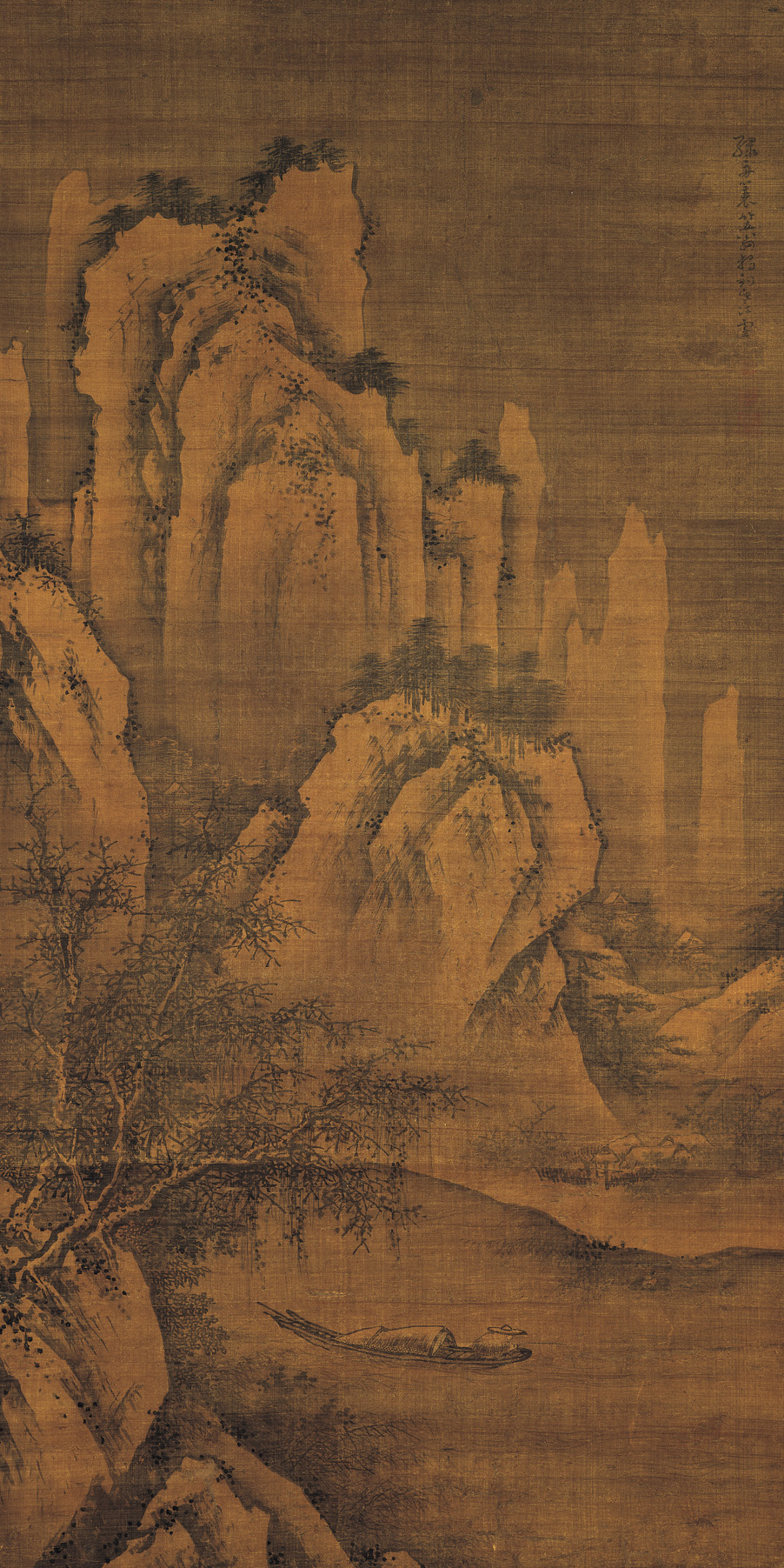
Paisatge (山水圖), tinta sobre seda Museu Nacional del Palau, Taipei.

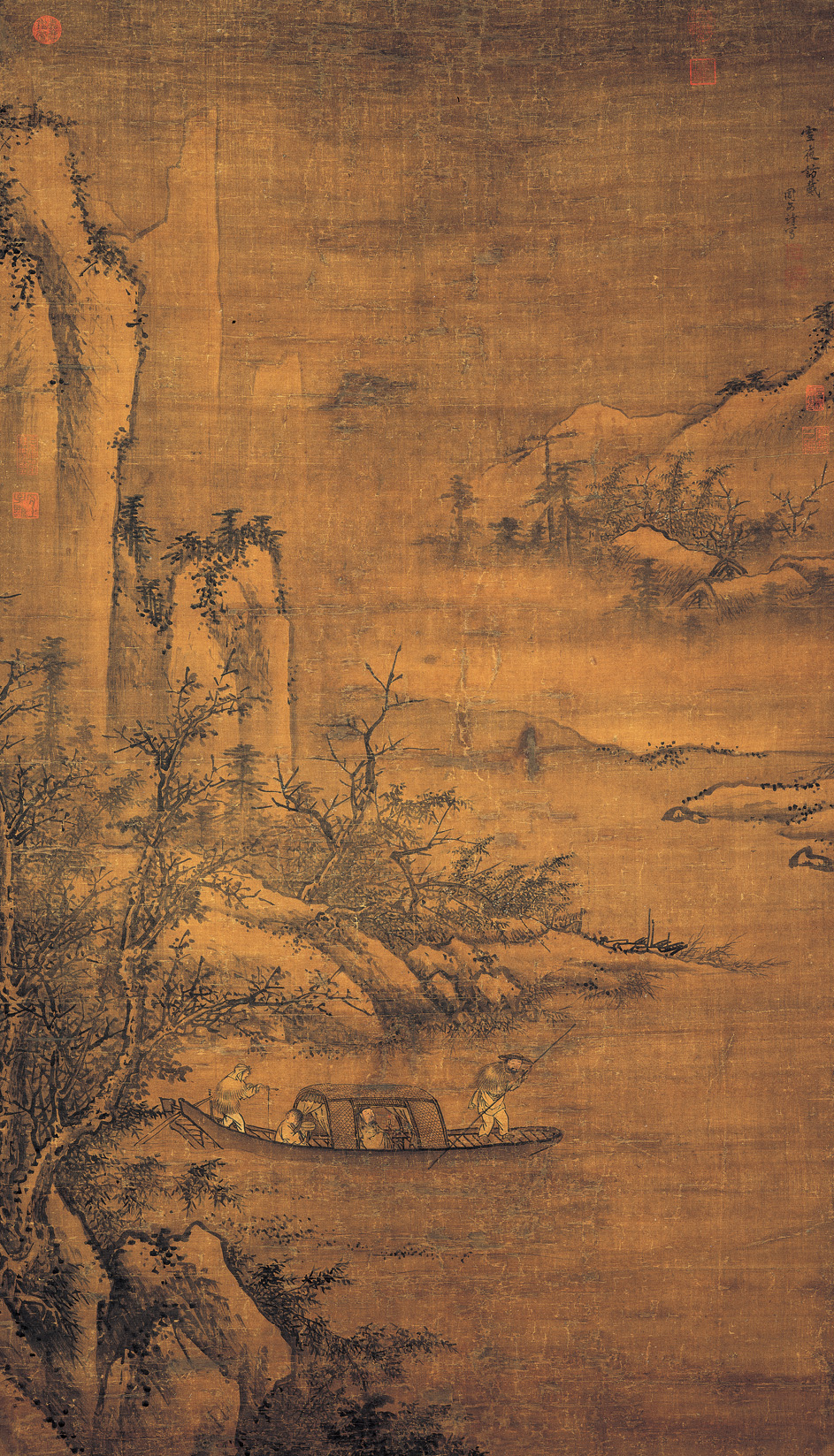
“Visitant Dai Kui en una nit amb neu”. Rotlle. tinta sobre seda, 161.5 x 93.9 cm. Museu Nacional del Palau, Taipei.

Zhou Wenjing (xinès: 周文靖; pinyin: Zhōu Wénjìng) fou pintor sota la dinastia Ming. Se sap molt poc de la seva biografia; no es coneixen les dates exactes del seu naixement ni de la seva mort; era originari de Hexian, actualment Putian, província de Fujian. Se sap que mantenia la seva activitat artística una mica més tard de 1463. Va ser un cèlebre pintor paisatgista de la cort en l'era Xuande. Influenciat per l'estil de Wu Zhen i Xia Gui. Entre les seves obres destaquen “L'arbre vell i el corb” i “Visitant Dai Kui en una nit amb neu”.